# Метод профессора Степанова
Метод профессора Степанова — короткометражный фильм российского режиссёра С. И. Якушева, снятый в 1959 году на Ленинградской студии научно-популярных фильмов по сценарию Леонида Полякова. Фильм удостоен Большого приза на Втором международном фестивале научно-технических фильмов в Будапеште.

## Содержание
В картине сценарист Леонид Поляков рассказал о физических свойствах, на которых основана сущность метода получения готовых изделий из жидкого металла, минуя механическую обработку. Метод разработан доктором физико-математических наук А. В. Степановым. Кинематографисты сняли ряд опытов получения металлических деталей путём кристаллизации и вытягиванием из расплава в особых условиях с дальнейшей придачей формы изделию за счёт использования сил поверхностного натяжения.

## Участие в фестивалях
International Documentary and Short Film Festival, Budapest, Hungary, 1959.
Второй Международный фестиваль научно-технических фильмов проходил в Будапеште в 1959 году и длился несколько дней. На экранах было показано 280 картин из 25 стран Европы, Азии, Америки и Африки. Наивысшую оценку — Большой приз — жюри присудило советскому фильму ‘Метод профессора Степанова'.

## Награды
- Большой Приз Второго международного фестиваля научно-технических фильмов в Будапеште, Венгрия.